# Москвиченко, Николай Павлович
Николай Павлович Москвиченко (23 декабря 1907, с. Холодное, Курская губерния — 3 сентября 1977, Бердянск) — красноармеец Рабоче-крестьянской Красной армии, участник Великой Отечественной войны, Герой Советского Союза (1944).

## Биография
Родился 23 декабря 1907 года в селе Холодное (ныне — Прохоровский район Белгородской области). После окончания начальной школы проживал и работал в посёлке Кушугум Запорожского района Запорожской области Украинской ССР. В 1929—1932 годах проходил службу в Рабоче-крестьянской Красной Армии. В октябре 1943 года Москвиченко повторно был призван в армию. С ноября того же года — на фронтах Великой Отечественной войны, был стрелком 1118-го стрелкового полка 333-й стрелковой дивизии 6-й армии 3-го Украинского фронта. Отличился во время битвы за Днепр.
В ночь с 25 на 26 ноября 1943 года Москвиченко переправился через Днепр в районе села Каневское Запорожского района и принял активное участие в боях за захват и удержание плацдарма на его западном берегу. В критический момент заменил собой выбывшего из строя командира отдела.
Указом Президиума Верховного Совета СССР от 22 февраля 1944 года красноармеец Николай Москвиченко был удостоен высокого звания Героя Советского Союза с вручением ордена Ленина и медали «Золотая Звезда».
После окончания войны Москвиченко был демобилизован. Проживал и работал сначала в Запорожье, затем в Бердянске. Умер 3 сентября 1977 года.
Был также награждён рядом медалей.